# Поєнь (Нямц)
Поєнь, Поєні (рум. Poieni) — село у повіті Нямц в Румунії. Входить до складу комуни П'ятра-Шоймулуй.
Село розташоване на відстані 267 км на північ від Бухареста, 9 км на південь від П'ятра-Нямца, 99 км на захід від Ясс, 143 км на північний схід від Брашова.

## Населення
За даними перепису населення 2002 року у селі проживали 1438 осіб, усі — румуни. Усі жителі села рідною мовою назвали румунську.